# Santirad Weing-in
Santirad Weing-in (tiếng Thái: สันติราษฎร์ เวียงอินทร์) là một cầu thủ bóng đá người Thái Lan thi đấu cho Khon Kaen.